# Megachile crassipes
Megachile crassipes är en biart som beskrevs av Smith 1879. Megachile crassipes ingår i släktet tapetserarbin, och familjen buksamlarbin. Inga underarter finns listade i Catalogue of Life.